# フレッド・T・ジェーン
ジョン・フレデリック・トマス・ジェーン（John Fredrick Thomas Jane, 1865年8月6日 - 1916年3月8日）は、ジェーンズ・ファイティング・シップス（ジェーン海軍年鑑）および、オール・ザ・ワールズ・エア・シップス（ジェーン航空機年鑑）の創設者およびその編集者。ウィンストン・チャーチルを一時的に誘拐したことでも知られている。
ジェーンはイングランドのサリー、リッチモンド・アポン・テムズ区のタウン、リッチモンドに生まれ、後の人生のほとんどを英国一の軍港であるポーツマスで過ごした。10代の頃には港に浮かぶ軍艦のスケッチをはじめ、1898年には各国の軍艦とその武装を詳細に述べたAll the World's Fighting Shipsを出版した。 この年鑑は出版後すぐに高い評価を得て現在も軍艦に関する標準的な参照元であるとされている。後に現在のジェーンズ・インフォメーション・グループとなる企業を設立した。
ジェーンは政治にも関心を有しており、1906年に行われた下院総選挙ではポーツマス選挙区から無所属で出馬している。自由党、特にその左派に対して強い警戒感を持っており、1910年の総選挙で左派自由党員のエドワード・ハメルドと相対した際には彼に対する激しい妨害をやってのけた。
当時自由党に所属していたチャーチル（チャーチル自身は政治的事情により保守党を離党した右派政治家であり、ジェーンも好感を抱いていた）がハメルドの応援演説にかけつけることを聞いたジェーンはチャーチルが利用する駅にスポーツカーで乗りつけ、彼に対して会場まで送迎しようと申し出た。ジェーンは猛スピードであさっての方向へと車をはしらせ、事態に気づいたチャーチルが集会にでることを不可能にしてしまった。
ほかの政治集会においては、水兵にサクラをしこませ、軍艦内で使用するハンモックを増やせば当選できるだろうと訴えさせた。ハメルドはこれに引っかかり、ハンモックの件を公約に加えている。